# Палеа Вронду
Палеа Вронду (на гръцки: Παλαιά Βροντού, в превод Старо Вронду) е бивше село в Егейска Македония, Гърция, дем Дион-Олимп в административна област Централна Македония.

## География
Селото се намира на около 12 километра северно от демовия център Литохоро и на 20 km от Катерини, в северните склонове на Олимп над Вронденския пролом на река Порос или Папас.

## История

### В Османската империя
Вронду е старо село. Църквата „Света Троица“ на 1 km южно от Палеа Вронду е от XIV век. Църквата в селото „Свети Николай“ е от 1876 година.

### В Гърция
След Балканските войни Вронду остава в Гърция. След Гражданската война (1946 – 1949) жителите на Вронду се местят 4 km на североизток в равнината, където имат колиби за наглеждане на имотите и основават ново селище – Вронду, а старото започва да носи името Палеа Вронду.
| Година    | 1913 | 1920 | 1928 | 1940 | 1951 | 1961 | 1971 | 1981 | 1991 | 2001 | 2011 | 2021 |
| --------- | ---- | ---- | ---- | ---- | ---- | ---- | ---- | ---- | ---- | ---- | ---- | ---- |
| Население | 490  | 522  | 639  | 964  | 883  |      |      |      |      |      |      |      |

## Личности
Родени във Вронду
- Георгиос Тутуфас Папас (Γεώργιος Τουτούφας ή Παππάς), гръцки андартски деец, четник в четите на Гутас, Макрис и Малеас[5]
- Константинос Димопулос (1909 – 2007), гръцки политик